# Fernanda Souza
Fernanda Souza, all'anagrafe Fernanda Rodrigues de Souza (San Paolo, 18 giugno 1984), è un'attrice, conduttrice televisiva e cantante brasiliana.

## Biografia
Da bambina, Fernanda Souza è apparsa in alcuni spot pubblicitari e ha fatto apparizioni minori in televisione, attirando poco a poco l'attenzione fino ad essere notata dalla SBT e venendo scritturata per la telenovela Chiquititas. Nel 1999 ha pubblicato il suo primo e unico album eponimo. Nel decennio successivo ha interpretato ruoli di rilievo nelle telenovelas Alma Gêmea e Toma Lá, Dá Cá. Per la prima ha vinto un Melhores do Ano e un Prêmio Arte Qualidade Brasil. Dal 2003 al 2006 ha recitato nello spettacolo teatrale Beijos de Verão.
Dopo avervi già preso parte nel 1999, dal 2013 al 2014 è tornata a recitare in Malhação in occasione della ventunesima stagione. Nel 2016 ha iniziato a condurre il programma Vai, Fernandinha per Multishow. Due anni più tardi ha vinto un Prêmio Jovem Brasileiro come miglior conduttrice grazie al  programma.

## Vita privata
Nel 2015 Fernanda Souza ha sposato il cantante Thiaguinho. Nell'ottobre 2019 la coppia ha annunciato la separazione.

## Discografia

### Album in studio
- 1999 – Collapsed in Sunbeams

### Singoli
- 1999 – Primeiro Amor

## Filmografia

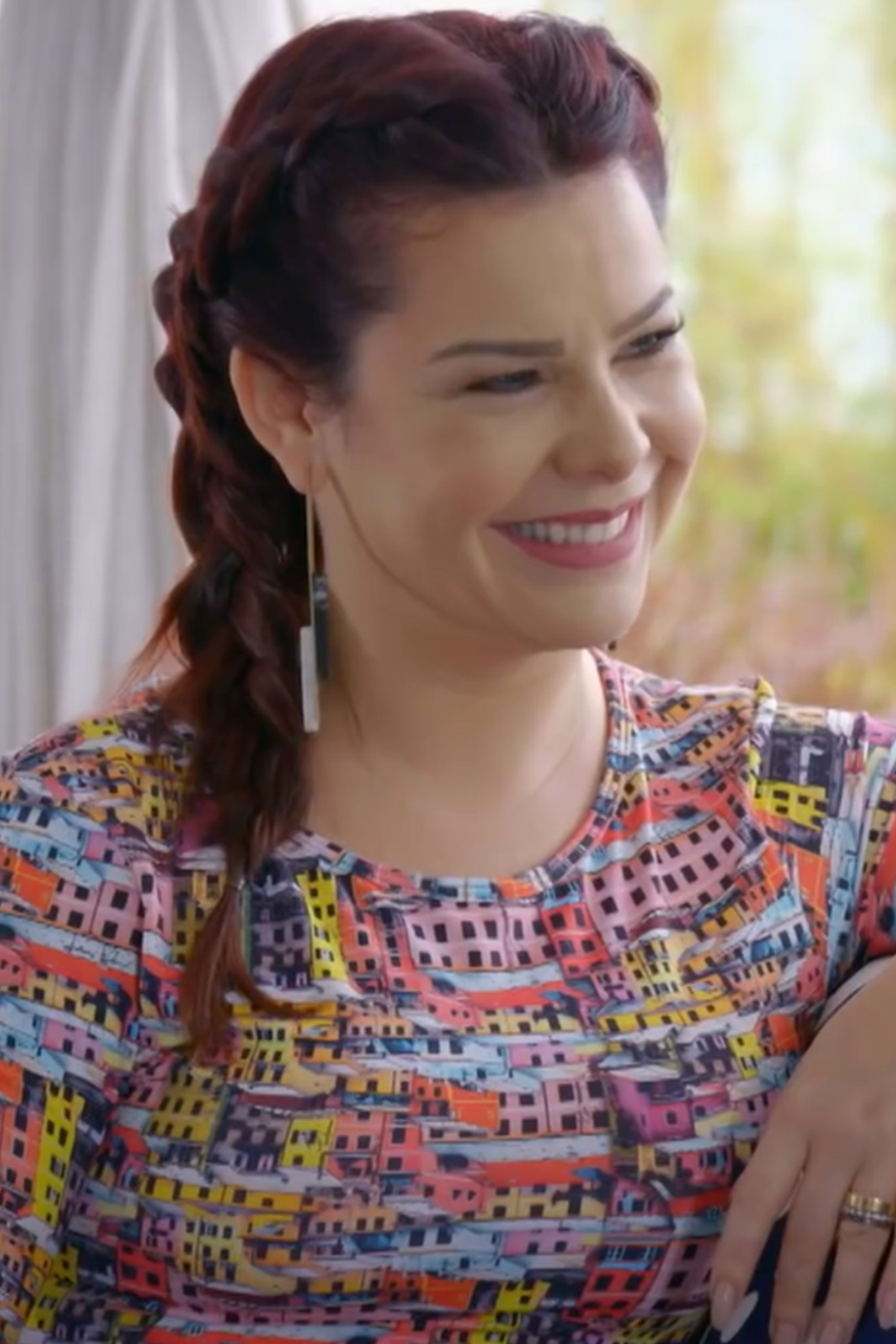
Fernanda Souza nel 2018

### Cinema
- Eliana em O Segredo dos Golfinhos, regia di Eliana Fonseca (2005)
- Muita Calma Nessa Hora, regia di Felipe Joffily (2010)
- Muita Calma Nessa Hora 2, regia di Felipe Joffily (2014)
- Tamo Junto, regia di Matheus Souza (2016)

### Televisione
- Razão de Viver - serial TV (1996)
- Chiquitas – serial TV (1997-1998)
- Andando nas Nuvens – serial TV (1999)
- Malhação – serial TV (1999-2002, 2013-2014)
- Sabor da Paixão - serial TV (2002)
- Um só cração – miniserie TV (2004)
- Alma Gêmea – serial TV (2005)
- O Profeta – serial TV (2006)
- Toma Lá, Dá Cá - serie TV (2007-2009)
- Ti Ti Ti – serial TV (2010)
- Aquele beijo – serial TV (2011)
- A Regra do Jogo – serial TV (2015)
- Escolinha do Professor Raimundo – serial TV (2015-2017)